# 代世峰
代世峰（1970年12月—），中国矿业大学教授，主要从事煤地质学（煤矿物学，煤地球化学和煤岩学）方面的研究工作。入选中华人民共和国教育部2008年度"长江学者"特聘教授。曾获得中国教育部科技进步一等奖等奖项。